# Combretum obovatum
Combretum obovatum är en tvåhjärtbladig växtart som beskrevs av F. Hoffm.. Combretum obovatum ingår i släktet Combretum och familjen Combretaceae. Inga underarter finns listade i Catalogue of Life.